# Monochamus fruhstorferi
Monochamus fruhstorferi là một loài bọ cánh cứng trong họ Cerambycidae.